# Basketball-Südamerikameisterschaft der Damen 1948
Die Basketball-Südamerikameisterschaft der Damen 1948, die zweite Basketball-Südamerikameisterschaft der Damen, fand zwischen dem 14. und 30. Mai 1948 in Buenos Aires, Argentinien statt, das zum ersten Mal die Meisterschaft ausrichtete. Gewinner war der Gastgeber, der ungeschlagen seine erste Südamerikameisterschaft der Damen errang. Zum ersten Mal nahm eine Mannschaft aus Peru am Turnier teil.

## Teilnehmende Mannschaften
Argentinien

 Chile

 Peru

## Modus
Gespielt wurde in Form eines Rundenturniers zu drei Mannschaften. Jede Mannschaft spielte gegen jede andere genau zweimal (Hin- und Rückspiel), sodass jede Mannschaft vier Spiele (insgesamt wurden sechs Spiele absolviert) absolvierte. Pro Sieg gab es zwei Punkte, für eine Niederlage immerhin noch einen Punkt. Die Mannschaft mit den meisten Punkten wurde Basketball-Südamerikameister der Damen 1948. Bei Punktgleichheit entschied der Direkte Vergleich.

## Ergebnisse
| Platzierung | Mannschaft  | Punkte | G | V | Körbe   | Diff |
| ----------- | ----------- | ------ | - | - | ------- | ---- |
| 1           | Argentinien | 8      | 4 | 0 | 141:98  | +43  |
| 2           | Chile       | 6      | 2 | 2 | 136:115 | +21  |
| 3           | Peru        | 4      | 0 | 4 | 78:142  | −64  |

|  |  | Argentinien | 32 – 12 | Peru |  |
|  |  |             |         |      |  |
|  |  |             |         |      |  |
|  |  |             |         |      |  |

|  |  | Argentinien | 34 – 31 | Chile |  |
|  |  |             |         |       |  |
|  |  |             |         |       |  |
|  |  |             |         |       |  |

|  |  | Peru | 24 – 32 | Chile |  |
|  |  |      |         |       |  |
|  |  |      |         |       |  |
|  |  |      |         |       |  |

|  |  | Peru | 23 – 37 | Argentinien |  |
|  |  |      |         |             |  |
|  |  |      |         |             |  |
|  |  |      |         |             |  |

|  |  | Chile | 32 – 38 | Argentinien |  |
|  |  |       |         |             |  |
|  |  |       |         |             |  |
|  |  |       |         |             |  |

|  |  | Chile | 41 – 19 | Peru |  |
|  |  |       |         |      |  |
|  |  |       |         |      |  |
|  |  |       |         |      |  |

| Argentinien         |
| Meister Argentinien |
| Erste Meisterschaft |

## Abschlussplatzierung
| Rang | Mannschaft  |
| ---- | ----------- |
| 1    | Argentinien |
| 2    | Chile       |
| 3    | Peru        |